# بنیت یوربری
بنیت یوربری (سوئدی: Bengt Djurberg؛ ۲۳ ژوئیهٔ ۱۸۹۸ – ۲ نوامبر ۱۹۴۱) هنرپیشه و خواننده اهل کشور سوئد بود. وی در بین سال‌های ۱۹۱۹ تا ۱۹۴۰ در حدود ۲۵ فیلم بازی کرد.